# Gūsheh-ye Pol
Gūsheh-ye Pol (persiska: گوشه پل) är en ort i Iran.   Den ligger i provinsen Lorestan, i den centrala delen av landet, 300 km sydväst om huvudstaden Teheran. Gūsheh-ye Pol ligger 1 467 meter över havet och antalet invånare är 397.
Terrängen runt Gūsheh-ye Pol är varierad.Runt Gūsheh-ye Pol är det ganska tätbefolkat, med 172 invånare per kvadratkilometer. Närmaste större samhälle är Aznā, 7,4 km nordväst om Gūsheh-ye Pol. Trakten runt Gūsheh-ye Pol består till största delen av jordbruksmark.